# Erythrodiplax amazonica
Erythrodiplax amazonica là loài chuồn chuồn trong họ Libellulidae. Loài này được Sjöstedt mô tả khoa học đầu tiên năm 1918.